# Церковь Рождества Богородицы в Путинках
Храм Рождества́ Богоро́дицы в Пути́нках — приходской православный храм в Тверском районе Москвы. Относится к Иверскому благочинию Московской епархии Русской православной церкви, имеет статус патриаршего подворья. Здание построено в стиле русского узорочья. Один из последних крупных шатровых храмов в истории русской архитектуры.

## История
Храм был заложен в 1649 году после пожара, уничтожившего предыдущую деревянную церковь в честь Рождества Богородицы, и завершён строительством в 1652 году при царе Алексее Михайловиче.
Как отмечал Александр Чаянов, название «в Путинках» одни авторы связывали с тем, что рядом с церковью находился Путевой посольский двор, в котором останавливались европейские послы, прибывавшие в Москву (как правило через Новгород по Тверской дороге); другие — что церковь находилась на «путях» в Дмитров и другие северные города — в разные времена к названию храма прибавлялось «что за Тверские ворота на Дмитровке», «на старом Посольском дворе, в Путинках», пока не устоялось современное название.

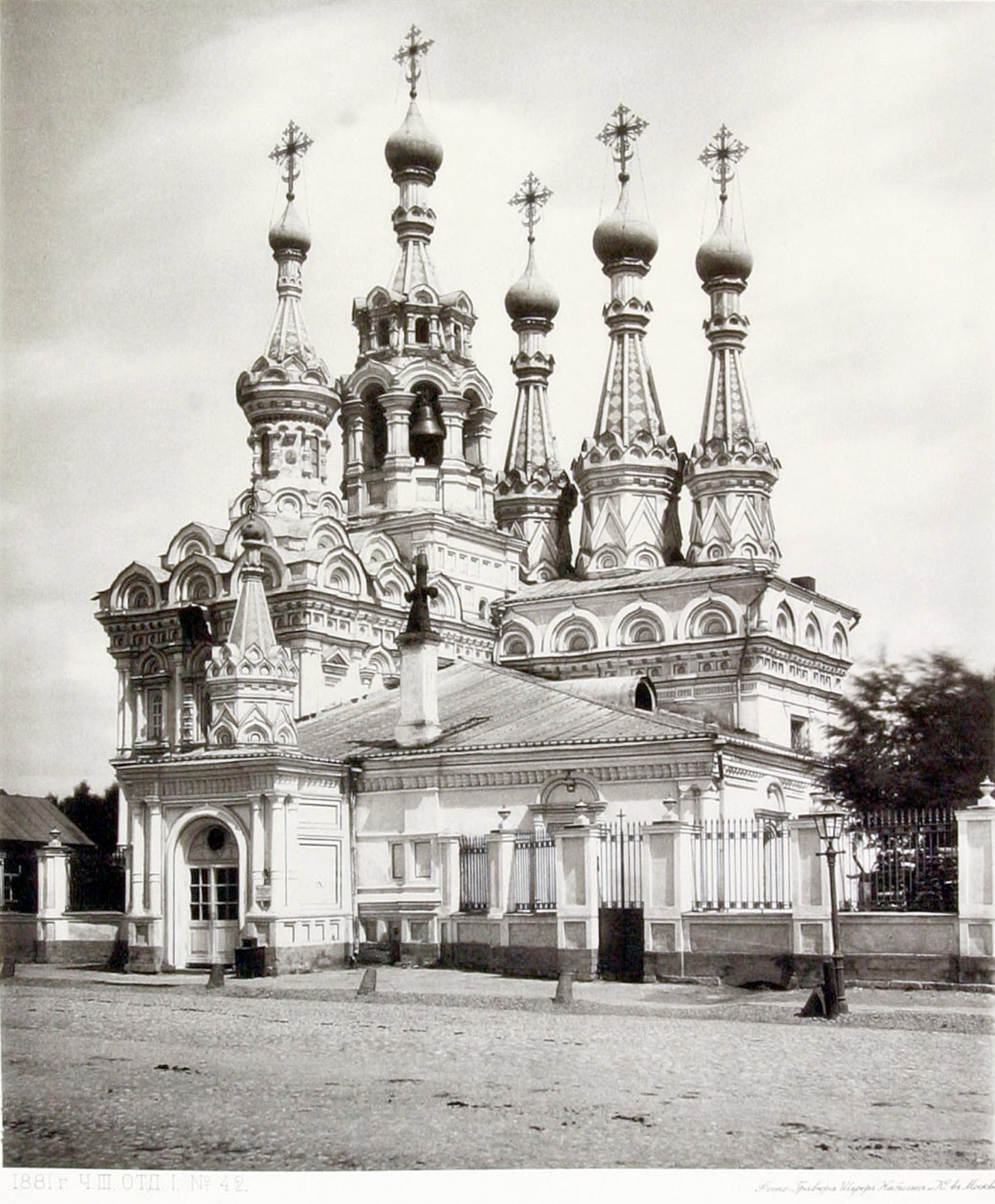
Храм в 1881 году.

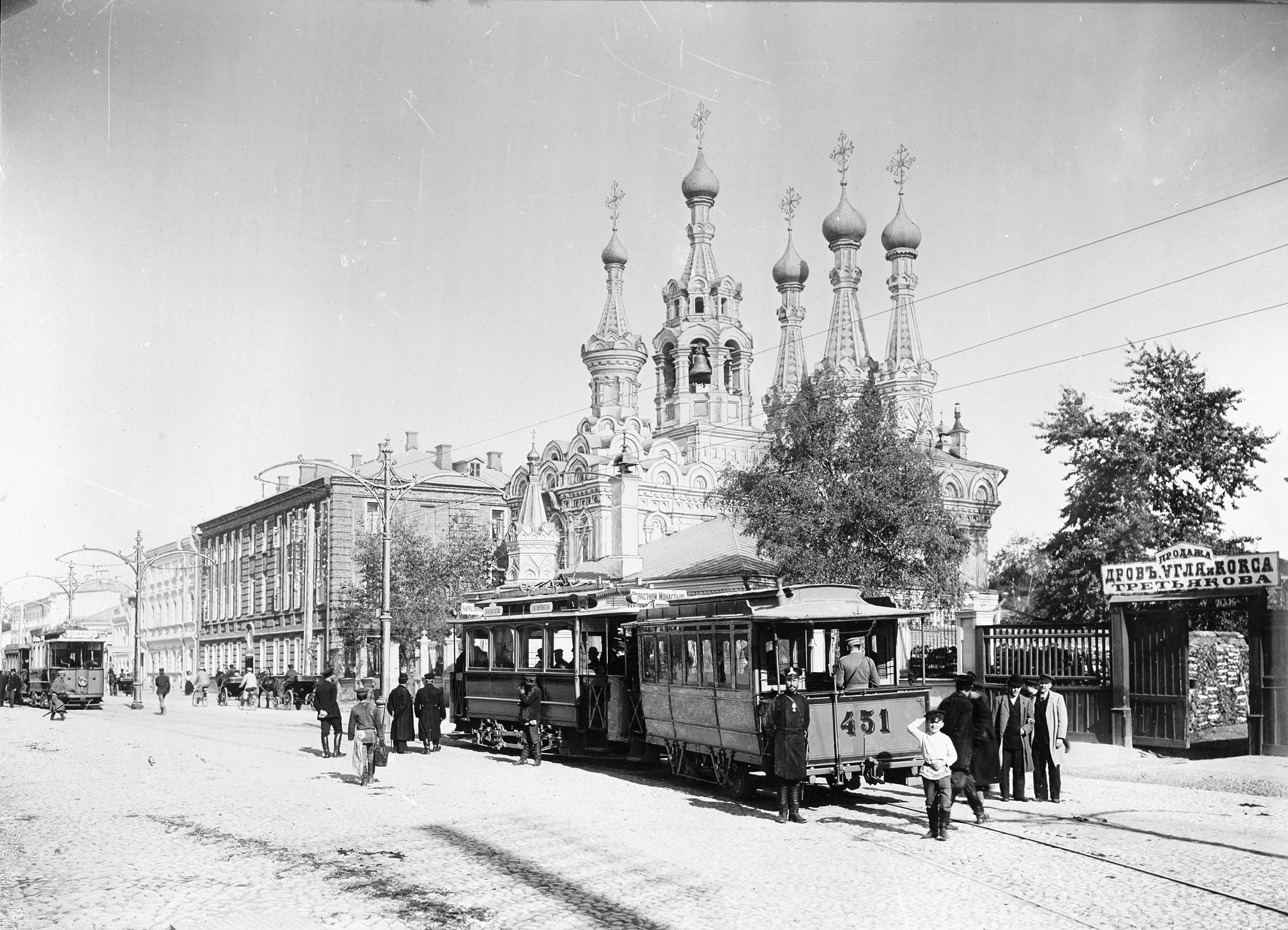
Храм в 1899—1901 гг.

Церковь была построена из специально формованного кирпича и включала в себя: вытянутый с севера на юг четверик, увенчанный тремя шатрами (с кокошниками и декоративными «стрелами», напоминающими декор шатров храма Василия Блаженного), пониженный прямоугольный алтарный объём, кубообразный придел Неопалимой купины, увенчанный завершением в виде шатрика на барабане, двухъярусную шатровую колокольню и небольшую трапезную, примыкавшую к четверику церкви с запада. Богатством декоративных деталей придел Неопалимой купины напоминает церковь Троицы в Никитниках, «отправную точку» храмовой архитектуры русского узорочья.
После завершения строительства храма, в 1653 году, Патриарх Никон прекратил строительство шатровых храмов на Руси. Таким образом, церковь Рождества Богородицы в Путинках является одним из последних шатровых каменных храмов в Москве.
В конце XVII века к храму была пристроена новая широкая трапезная с приделом великомученика Феодора Тирона, включающая более старые части церкви, и сооружена сторожка с ходом на колокольню. Сложность и дробность архитектурного решения храма усиливались наружной росписью и разноцветной черепицей. В 1897 году была проведена реставрация церкви архитектором Н. В. Султановым.
В 1864 году было построено новое западное крыльцо храма с завершением, скопированным с завершений самого храма. Это крыльцо было разобрано в ходе реставрации храма в 1957 году и заменено новым, стилизованным под XVII век. Реставрацией руководил архитектор Н. Н. Свешников. Работы велись при постоянном контроле Академии архитектуры в лице члена-корреспондента академии Д. П. Сухова. Реставрация имела высочайшую оценку Академии архитектуры.
В 1930-х годах в храме служила братия Высоко-Петровского монастыря. 2 июня 1935 года в храме состоялась хиротония его настоятеля, архимандрита Алексия (Сергеева), во епископа Каширского; в том же году приход был закрыт. После закрытия в церковном здании были устроены конторские помещения, а затем репетиционная база московской дирекции «Цирк на сцене», где до лета 1990 года дрессировали собак и обезьян.

## Современная история
В 1990 году храм был возвращён Русской православной церкви, началось его восстановление. Настоятелем храма был назначен игумен Серафим (Шлыков), однако в ночь с 1 на 2 февраля 1991 года священник при невыясненных обстоятельствах был убит (на 2018 год убийство не раскрыто).
Богослужения в храме возобновились с августа 1991 года.
Большой вклад в восстановление храма внёс Александр Абдулов, по инициативе которого во дворе театра Ленком с конца 1980-х годов проходил фестиваль «Задворки», средства от которого направлялись на восстановление храма Рождества Богородицы. Абдулов стал также режиссёром фильма-концерта «Задворки-3, или Храм должен оставаться Храмом», весь сбор от которого также был перечислен в фонд восстановления храма. 5 января 2008 года в храме Рождества Богородицы в Путинках прошло отпевание Александра Абдулова.

## Духовенство
- Настоятель храма — протоиерей Феодор (Батарчуков)
- Иерей Александр[13]